# Eclipse Monthly

Eclipse Monthly est un mensuel de bande dessinée en couleurs publié par la maison d'édition américaine Eclipse Comics d'août 1983 à juillet 1984, pour prendre la suite du trimestriel en noir et blanc Eclipse Magazine. Il était édité par Dean Mullaney (en).
Au long de ses dix numéros, Eclipse Monthly a publié des récits de Marshall Rogers (Capt. Quick and A Foozle), Doug Wildey (Rio), Steve Ditko (Static (en)), B. C. Boyer (Masked Man (en)), Trina Robbins (Dope, d'après Sax Rohmer) et Don McGregor et Gene Colan (Ragamuffins).